# Ilhas Tartarugas
Ilhas Tartarugas é um município de  quinta classe de renda municipal (d) na província Tawi-Tawi, nas Filipinas. De acordo com o censo de 1 de maio  de  2020 possui uma população de 5 683 pessoas e 893 domicílios.